# V376 Большого Пса
V376 Большого Пса (лат. V376 Canis Majoris) — одиночная переменная звезда в созвездии Большого Пса на расстоянии (вычисленном из значения параллакса) приблизительно 15428 световых лет (около 4730 парсеков) от Солнца. Видимая звёздная величина звезды — от +12,7m до +11,5m.

## Характеристики
V376 Большого Пса — красная пульсирующая медленная неправильная переменная звезда (LB) спектрального класса M. Эффективная температура — около 3800 К.